# Bulbophyllum williamsii
Bulbophyllum williamsii är en orkidéart som beskrevs av Alex Drum Hawkes. Bulbophyllum williamsii ingår i släktet Bulbophyllum och familjen orkidéer. Inga underarter finns listade i Catalogue of Life.